# HD44780

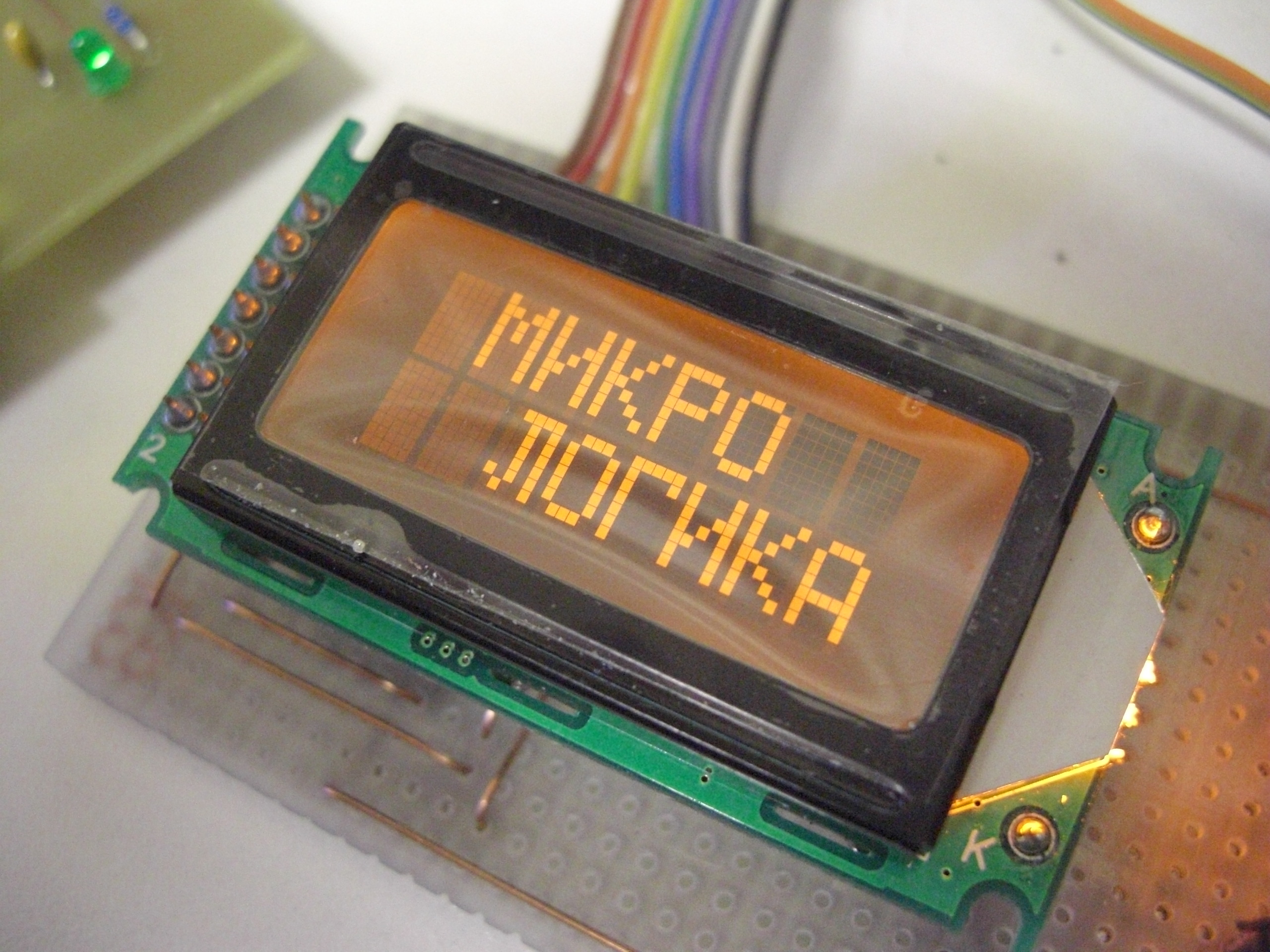
Дисплей 8×2 с поддержкой кириллицы

HD44780 (а также совместимый с ним KS0066) — контроллер монохромных жидкокристаллических знакосинтезирующих дисплеев с параллельным 4- или 8-битным интерфейсом. Разработан фирмой Hitachi. Кроме того, компанией «Winstar» для применения в символьных OLED-дисплеях был разработан полностью совместимый контроллер WS0010.
Управляющий интерфейс и протокол этих контроллеров являются де-факто стандартом для такого типа дисплеев. Фактически они являлись монополистами на рынке в 90-е годы. На базе этого контроллера выпускалось огромное количество моделей с различным конструктивом и разрешением, начиная с 8×1 (восемь символов в одной строке) и заканчивая 40×4 (содержащих два независимых управляющих чипа). Часто встречаются 16×2 и 20×4, а также некоторые другие. Экраны предоставляют только возможность вывода монохромного текста. Существуют варианты дисплеев с подсветкой и без.
Дисплеи нашли широкое применение в принтерах, копирах, факс-машинах, сетевом оборудовании (например, в роутерах) и других устройствах.
В настоящее время все активнее вытесняются контроллерами с SPI- или I2C-интерфейсами, а также контроллерами цветных дисплеев.

## Интерфейс
Типовой 14-пиновый интерфейс дисплеев на HD44780:
1. Земля, общий провод, GND (Vss)
2. Напряжение питания, Vcc (+5 V)
3. Настройка контрастности (Vo) (в OLED-дисплеях вывод не используется)
4. Выбор регистра (R/S для HD44780, A0 для KS0066)
5. Чтение/запись (R/W)
6. Строб по спаду (Enable)
7. Bit 0 (младший для 8-битного интерфейса)
8. Bit 1
9. Bit 2
10. Bit 3
11. Bit 4 (младший для 4-битного интерфейса)
12. Bit 5
13. Bit 6
14. Bit 7 (старший)
15. Питание подсветки для дисплеев с подсветкой (анод)
16. Питание подсветки для дисплеев с подсветкой (катод)

Подача питания подсветки может различаться от модели к модели в зависимости от её типа. Обычно подсветка питается от 5 вольт, токоограничительный резистор (50-100 Ом) обычно обязателен.
Дисплей может работать в 4- или 8-битном режимах. В 4-битном режиме сигналы битов 0—3 не используются, а данные передаются через 11—14 ножки (биты 4—7 интерфейса), по четыре бита за такт (старший полубайт, затем — младший полубайт).
Примечание: у LCD Kl sn102 на чипе KS0066 назначение двух ножек отличается от промышленного стандарта. 1 — Vcc, а 2 — GND.

## Шрифты
В ПЗУ контроллера отведено место, достаточное для хранения 240 символов, каждый из которых представляет собой матрицу 5×8 точек, также предусмотрена возможность загрузить 8 определяемых пользователем символов в знакогенератор. Как правило, знакогенератор содержал символы латиницы и одного из национальных алфавитов. При покупке дисплея следует уточнить, поддерживается ли нужный алфавит.